# Friedrich Christian Ernestus Bünsow

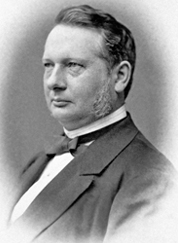
Friedrich Christian Ernestus Bünsow

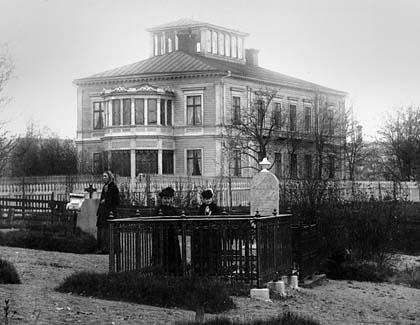
Bünsows Villa in Sundsvall (zerstört beim Stadtbrand 1888)

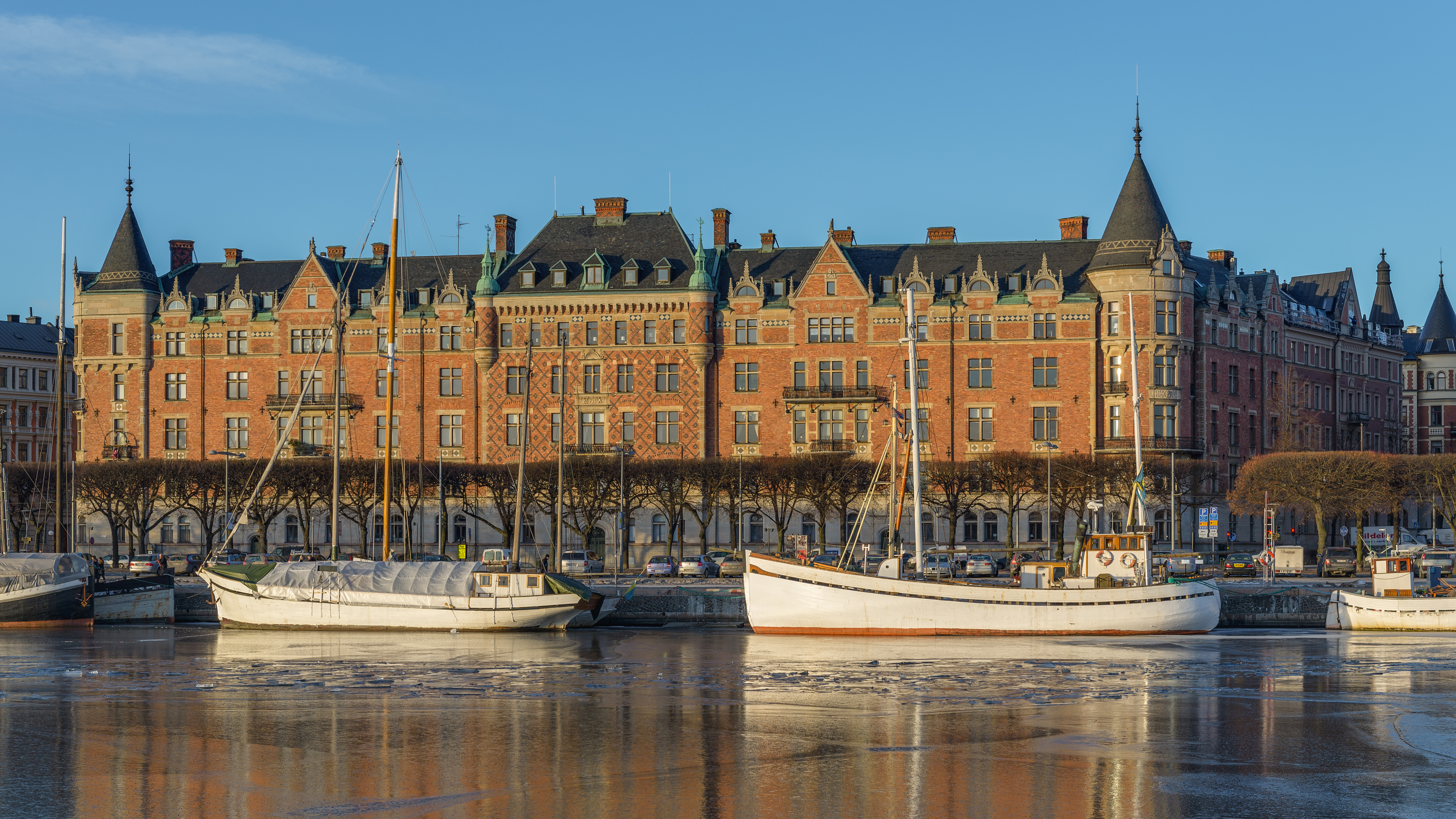
Bünsowska huset in Stockholm, erbaut durch den Architekten Isak Gustaf Clason

Friedrich Christian Ernestus Bünsow (* 10. Juni 1824 in Kiel; † 7. September 1897 in Timrå) war ein schwedischer Geschäftsmann und Mäzen.

## Leben
Friedrich Bünsow entstammte dem schleswig-holsteinischen Zweig der Familie Bünsow, die sich dort zu einer namhaften Künstlerfamilie entwickelt hatte. Sein Vater war der Kieler Maler Joachim Johann Friedrich Bünsow (1789–1873). Nachdem Bünsow bis 1846 beim Buchhändler Adolf Bonnier in Stockholm gearbeitet hatte, besuchte er seinen Onkel Hans Friedrich Postel (* 9. November 1783 in Meldorf) in Sundsvall, der Vizekonsul und Holzhändler war und sich in einem Konflikt mit holländischen Holzimporteuren befand. Da Bünsow in diesem Konflikt erfolgreich vermitteln konnte, wurde er von seinem Onkel fest angestellt. Als dieser ein Jahr später bereits starb, fiel die ganze Firma in seinen Besitz. Als weitsichtiger Geschäftsmann begann er ausgedehnte Wälder in Jämtland und Medelpad zu erwerben. Später baute er sein Imperium weiter aus und baute ein Dampfsägewerk, das bald eines der größten wurde. Das inzwischen als Aktiengesellschaft geführte Unternehmen hatte 1889 ein Aktienkapital von 19.600.000 SEK und besaß Wälder im Umfang von 300.000 Hektar. Bei seinem Tod war er nach Alfred Nobel mit einem Nachlasswert von 420 Millionen Kronen der zweitreichste Schwede.
Bünsow nahm intensiv am städtischen Leben von Sundsvall teil, war in der städtischen Politik aktiv und unterstützte verschiedene kulturelle Institutionen finanziell; er wurde als einer der „Sägewerkspatrone“ nicht zuletzt nach dem großen Stadtbrand von Sundsvall 1888 bekannt. Mit seinem Geld konnten verschiedene Museen eingerichtet werden. Die Abteilung für Zoologie an der Universität Uppsala wurde ebenfalls mit Spenden unterstützt. Bünsow-Land auf Spitzbergen wurde zu Ehren von Friedrich Christian Ernestus Bünsow benannt, da er die Polarexpedition von Gerard Jakob De Geer 1896 maßgeblich unterstützt hatte.
Bünsow heiratete 1852 Allona Krautmeijer. Der schwedische Diplomat Robert Bünsow war sein Sohn und Erbe. Friedrich Bünsow wurde auf dem Norra begravningsplatsen bestattet.